# Antigonon
Antigonon (lat. Antigonon), rod grmastih penjačica iz porodice dvornikovki (Polygonaceae). Porstoje četiri priznate vrste rasprostranjene po Srednjoj Americi, uključujući i Meksiko. Vrsta Antigonon leptopus introducirana je po mnogim državama širom svijeta.

## Vrste
1. Antigonon cinerascens M.Martens & Galeotti
2. Antigonon flavescens S.Watson
3. Antigonon guatimalense Meisn.
4. Antigonon leptopus Hook. & Arn.

## Sinonimi
- Corculum Stuntz